# Julija Michailowna Romanowa
Julija Michailowna Romanowa  (russisch Юлия Михайловна Романова; * 10. Juli 1993 in Moskau) ist eine ehemalige russische Skilangläuferin.

## Werdegang
Romanowa nahm von 2011 bis 2016 vorwiegend am Eastern Europe Cup teil. Dabei errang sie einmal den dritten und zweimal den zweiten Platz und belegte in der Saison 2013/14 den vierten Platz in der Gesamtwertung. Ihr erstes Weltcuprennen lief sie zum Beginn der Saison 2014/15 in Ruka, welches sie auf dem 14. Platz beendete und damit auch ihre Weltcuppunkte gewann. Dies ist auch ihre beste Platzierung bei einem Weltcupeinzelrennen. Bei den Nordischen Skiweltmeisterschaften 2015 in Falun belegte sie den 23. Platz im Sprint.

## Weltcup-Statistik
Die Tabelle zeigt die erreichten Platzierungen im Einzelnen.
- 1.–3. Platz: Anzahl der Podiumsplatzierungen
- Top 10: Anzahl der Platzierungen unter den ersten zehn
- Punkteränge: Anzahl der Platzierungen innerhalb der Punkteränge
- Starts: Anzahl gelaufener Rennen in der jeweiligen Disziplin
- Hinweis: Bei den Distanzrennen erfolgt die Einordnung gemäß FIS.

| Platzierung         | Distanzrennen a | Distanzrennen a | Distanzrennen a | Distanzrennen a | Distanzrennen a | Skiathlon Verfolgung | Sprint | Etappen- rennen b | Gesamt | Team c | Team c  |
| Platzierung         | ≤ 5 km          | ≤ 10 km         | ≤ 15 km         | ≤ 30 km         | > 30 km         | Skiathlon Verfolgung | Sprint | Etappen- rennen b | Gesamt | Sprint | Staffel |
| ------------------- | --------------- | --------------- | --------------- | --------------- | --------------- | -------------------- | ------ | ----------------- | ------ | ------ | ------- |
| 1. Platz            |                 |                 |                 |                 |                 |                      |        |                   |        |        |         |
| 2. Platz            |                 |                 |                 |                 |                 |                      |        |                   |        |        |         |
| 3. Platz            |                 |                 |                 |                 |                 |                      |        |                   |        |        |         |
| Top 10              |                 |                 |                 |                 |                 |                      |        |                   |        |        |         |
| Punkteränge         |                 |                 |                 |                 |                 |                      | 3      |                   | 3      | 2      |         |
| Starts              |                 |                 |                 |                 |                 | 1                    | 12     |                   | 13     | 2      |         |
| Stand: Karriereende |                 |                 |                 |                 |                 |                      |        |                   |        |        |         |